# Cieszysław
Cieszysław – staropolskie imię  męskie, złożone z członów Cieszy- („cieszyć”) i -sław („sława”). Oznaczałoby więc „tego, którego cieszy sława”. Zob. też Ciesław i Ciechosław.
Cieszysław imieniny obchodzi 17 marca, 1 października.